# Hochfelden (Baix Rin)
Hochfelden és un municipi nou francès, situat al departament del Baix Rin i a la regió del Gran Est.
Forma part del cantó de Bouxwiller, del districte de Saverne i de la Comunitat de comunes del Pays de la Zorn.
Creat a l'1 de gener de 2017 amb la fusió del municipis de Hochfelden i Schaffhouse-sur-Zorn.